# Maitté Zamorano
Maitté Miozotty Zamorano Cardona (Camiri, 6 de enero de 1981) es una exfutbolista y entrenadora boliviana. Jugaba como delantera y fue internacional absoluta con la selección de Bolivia. También fue atleta, participando en tres ediciones del Campeonato Sudamericano de Atletismo (2006, 2007 y 2009) y dos ediciones de los Juegos Bolivarianos (2005 y 2009).

## Trayectoria
Zamorano proviene del Departamento de Santa Cruz.

## Selección nacional
Zamorano jugó para Bolivia a nivel sénior en tres ediciones de la Copa América Femenina (2003, 2006 y 2018).

### Goles internacionales
Las puntuaciones y los resultados enumeran primero el puntaje de Bolivia.
| N.º | Fecha                   | Estadio                                              | Oponente | Marcador | Resultado |
| --- | ----------------------- | ---------------------------------------------------- | -------- | -------- | --------- |
| 1   | 9 de abril de 2003      | Estadio Monumental, Lima, Perú                       | Perú     | 1–1      | 1–3       |
| 2   | 11 de abril de 2003     | Estadio Monumental, Lima, Perú                       | Chile    | 1–0      | 7–1       |
| 3   | 11 de abril de 2003     | Estadio Monumental, Lima, Perú                       | Chile    | 2–0      | 7–1       |
| 4   | 11 de abril de 2003     | Estadio Monumental, Lima, Perú                       | Chile    | 3–0      | 7–1       |
| 5   | 15 de noviembre de 2006 | Estadio José María Minella, Mar del Plata, Argentina | Perú     | 1–0      | 1–2       |

## Palmarés

### Individual
- Máxima goleadora de la Copa Libertadores Femenina: 2013 y 2017.